# Etsi non displiceat

Etsi non displiceat est une lettre pontificale, rédigée par le pape Innocent III et nommée d'après ses premiers mots « Même si cela ne déplaît pas au Seigneur et qu'il lui est plutôt acceptable que dans les royaumes catholiques vivent et servent les juifs dispersés » (en latin: « Et si non displiceat Domino, sed ei potius sit acceptum ut sub catholicis regibus et principibus christianis vivat, et serviat dispersio Judaeorum »). Elle est datée du février 1205 et s'adresse au roi de France Philippe Auguste.

## Contenu
Ce texte a donné lieu a de nombreux débats. En particulier la traduction du mot « persecutio », interprété  par « persécution » ou « poursuite ». 
Pour certains, au début de la lettre le pape explique ainsi que la présence des juifs dans les royaumes chrétiens est acceptée par Dieu mais que les yeux divins sont outragés par tous ceux qui préfèrent les fils des crucificteurs aux héritiers du Christ et l'esclavage des juifs à la liberté de ceux qui ont été sauvés par Christ.
Le pape accuse les juifs d'extorquer en France non seulement les usures mais l'usure des usures, d'usurper les avoirs des églises et les propriétés des Chrétiens (en latin : « non solum usuras, sed usuras usurarum extorquent, ecclesiarum bona et possessiones Christionorum usurpent »). Selon le pape le vers 5:2 du Livre des Lamentations s'applique au peuple des chrétiens. Le pape confirme la prohibition de soutenir des nourrices dans les maisons juifs et la préférence du témoignage des chrétiens qui furent proclamées par le Troisième concile du Latran mais déplore qu'ils ne sont pas observés.
Selon le pape, les juifs érigent des synagogues plus hautes que les églises qui se trouvent tout près (en latin: « juxta quamdam ecclesiam veterem novam construxerint Synagogam, ecclesia non modicum altiorem ») où la célébration de la liturgie chrétienne est empêchée par le grand clameur avec lequel les juifs célèbrent ses offices. Innocent III écrit au roi que les Juifs insultent publiquement les chrétiens par des paroles dérisoires par rapport à Jésus Christ. Puis, les maisons des Juifs sont ouvertes jusqu'à minuit aux voleurs et ses butins.
Selon le pape les juifs abusent de la patience du roi et tuent les chrétiens furtivement. Le pape mentionne un cas quand un pauvre élève fut trouvé mort dans leur salle de bains (en latin : « quidam pauper scholaris in eorum latrina mortuus est repertus »). Pour que le nom du Seigneur ne soit pas insulté et que la liberté des chrétiens ne soit pas pire que l'esclavage des Juifs, Innocent III exhorte Philippe Auguste à abolir telles abusions dans le Royaume de France et à punir les blasphémateurs. Enfin, le pape justifie la persécution des loups qui ont accepté l'apparence de brebis pour ainsi démontrer la ferveur avec laquelle on professe la foi chrétienne (en latin : « in eorum demonstret persecutione fervorem quo fidem prosequitur Christianam »).